# Asfarviridae
Asfarviridae és una família de virus que principalment infecten els porcins, són el resultat de l'aparició del virus de la pesta porcina africana (African swine fever virus). Per això el nom d'aquesta família de virus s'obté de l'acrònim: African swine fever a related viruses. Tots ells tenen un embolcall i són virus d'ADN bicatenaris. Cap de les espècies conegudes poden infectar els humans. L'estructura és similar als poxvirus i phycodnavirus però algunes característiques els distingeixen.